# Jerzy Vetulani
Jerzy Adam Vetulani (21. ledna 1936, Krakov – 6. dubna 2017, tamtéž) byl polský neurovědec, farmakolog a biochemik, profesor přírodních věd, člen Polské akademie věd a Polské akademie učení v Krakově, jeden z nejčastěji citovaných polských vědců v oboru biomedicíny po roce 1965.

## Život
Jeho otec Adam Vetulani byl historik práva a jeho matka Irene Latiniková byla biolog. Vetulani studoval biologii a chemii na Jagellonské univerzitě.
Spolupracoval s Farmakologickým ústavem Polské akademie věd v Krakově, kde působil jako profesor, vedoucí oddělení biochemie (1976–2006), zástupce ředitele vědeckých věcí (1994–2002) a místopředseda vědecké rady (2003–2017). Publikoval více než 200 původních výzkumných prací. Nejprve získal uznání za časnou hypotézu o mechanismu působení antidepresivních léků, spolu s Fridolinem Sulserem v roce 1975 naznačoval, že snížení jejich beta-adrenergních receptorů je zodpovědné za jejich účinky. V té době (1973–1975) byl Vetulani profesorem na Vanderbiltově univerzitě. V roce 1983 získal cenu Anna-Monika II. třídy za výzkum mechanismů působení elektrokonvulzivní terapie. Kromě deprese se zabýval pamětí, závislostí a neurodegenerací.
Vetulani byl aktivní i v oblasti populární vědy a stal se v Polsku uznávaným popularizátorem vědy. V letech 1981–2002 byl šéfredaktorem časopisu Wszechświat (Vesmír). Od roku 2010 provozoval blog a byl aktivní na sociálních sítích. Vydal řadu populárních vědeckých knih, včetně dětské knihy Alenčin sen aneb Jak funguje mozek (2018).
V Polské lidová republice byl aktivistou demokratické opozice, v roce 1980 se stal členem Solidarity. Byl ateistou, ale po několik desetiletí udržoval blízký a srdečný vztah s papežem Janem Pavlem II. Během svého života se účastnil několika uměleckých iniciativ: v padesátých letech byl uvaděčem kabaretu Piwnica pod Baranami a v posledním desetiletí života přednášel v živém časopise Gadający Pies (Mluvící pes). Ve volbách v roce 2002 byl kandidátem na starostu Krakova.
Veřejně podporoval legalizaci marihuany a depenalizaci všech drog pro dospělé uživatele. Často kritizoval represivní drogovou politiku v Polsku. Byl čestným členem Indian Academy of Neurosciences i Oxford Neurological Society, nositelem čestného doktorátu Lékařské univerzity ve Slezsku a Lékařské univerzity v Lodži, získal několik dalších ocenění a státních vyznamenání, včetně Zlatého kříže zásluh a rytířského kříže Polonia Restituta.

## Knihy

### Vydané v češtině
- Alenčin sen aneb Jak funguje mozek, spolu s Maria Mazurková, Host, Brno, 2018 (populárně vědecká kniha pro děti)